# Semnoz
Semnoz je podolgovata gorska planota v severnem delu masiva Bauges z najvišjim 1699 metrov visokim vrhom Crêt de Châtillon. Nahaja se v francoskem departmaju Haute-Savoie, južno od Annecyja. Z izjemo vršnega dela je planota v celoti obdana z gozdovi. Ob severovzhodnem vznožju planote leži jezero Lac d'Annecy. Od leta 1970 je Semnoz del naravnega parka Bauges.
Vrh je dostopen po 12 kilometrov dolgi cesti iz središča Annecyja, približno enako dolga cesta pripelje na vrh tudi z juga, s prelaza Col de Leschaux. Poleg ceste vodijo na planoto številne pešpoti, jahalne, kolesarske poti iz smeri bližnjih krajev Sévrier, Saint-Jorioz, La Chapelle-Saint-Maurice in Quintal. Semnoz je tudi zimsko-športno središče z osemnajstimi smučarskimi progami in devetimi tekaškimi progami.
Vrh je bil eden od treh gorskih ciljev 17. etape kolesarske dirke po Franciji leta 1998. Celotna etapa je bila po koncu razveljavljena zaradi kolesarjev, ki so s počasno vožnjo in brez številk na majicah protestirali proti predhodnim dogodkom ob dopinški aferi in izključitvi moštva TVM z dirke. Vrh bo ponovno na sporedu Toura kot končni gorski cilj predzadnje 20. etape kolesarske dirke po Franciji 2013.